# 武原秀俊
武原 秀俊（たけはら ひでとし、1957年6月25日 - ）は、日本の実業家である。
日立GEニュークリア・エナジーの取締役会長であり、原子力設計技術者である。

## 生出・学歴等
福岡県福岡市早良区の出身。福岡県立修猷館高等学校を経て、1981年（昭56年）に東京大学工学部を卒業する。

## 職歴
1981年（昭56年）に日立製作所に入社。2004年に日立事業所原子力設計部長 (電力・電機グループ原子力事業部企画本部サイクルプロジェクト部主任技師)、2008年に日立GEニュークリア・エナジー原子力サービス部長、2012年原子力国際技術本部担当本部長。業務役員副社長（福島原子力技術本部長）。
2013年4月に取締役社長（原子力国際技術本部担当本部長）に就任する。2017年4月日立製作所原子力ビジネスユニットCOO。2018年4月日立製作所執行役常務原子力事業担当。2020年4月日立GEニュークリア・エナジー取締役会長。